# Arotrephes minor
Arotrephes minor là một loài tò vò trong họ Ichneumonidae.